# San Juan Capistrano
San Juan Capistrano, benannt nach Johannes Capistrano, ist eine Stadt im Orange County im US-Bundesstaat Kalifornien, Vereinigte Staaten, mit 35.196 Einwohnern (Stand: 2020). Das Stadtgebiet hat eine Größe von 37,1 km².

## Geschichte
San Juan Capistrano zählt zu den ältesten westlichen Siedlungen im heutigen Kalifornien. Der Ort entstand bereits um 1776 als Mission während der spanischen Kolonialzeit. San Juan Capistrano formierte sich um die gleichnamige Missionsstation, deren Überreste eines Erdbebens vom 18. Dezember 1812 erhalten sind, man zählte damals 40 Tote. 
1986 wurde die neue Missionsbasilika San Juan Capistrano fertiggestellt. In der Mission San Juan Capistrano wird jedes Jahr am 19. März, dem Tag des Heiligen Joseph, das Wunder der Schwalben von Capistrano gefeiert. Besucher aus aller Welt kommen, um die Heimkehr der Schwalben mitzuerleben.

## Persönlichkeiten
San Juan Capistrano ist die Heimatstadt der ehemaligen Weltmeisterin im Beachvolleyball Jennifer Kessy (Partnerin April Ross).

## Galerie

Stadtansichten
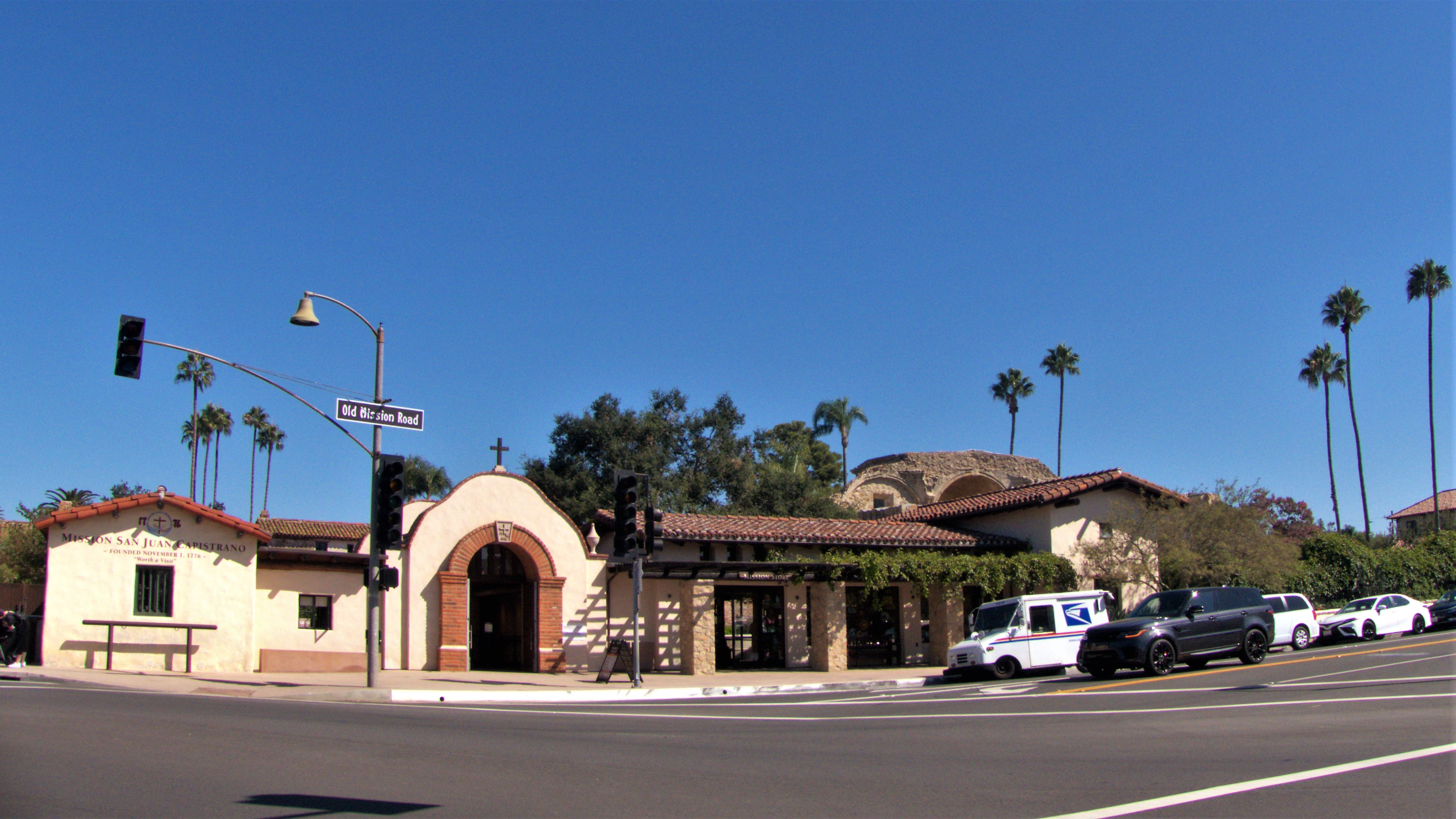
Old Mission Road, Eingang zur Alten Mission Capistrano
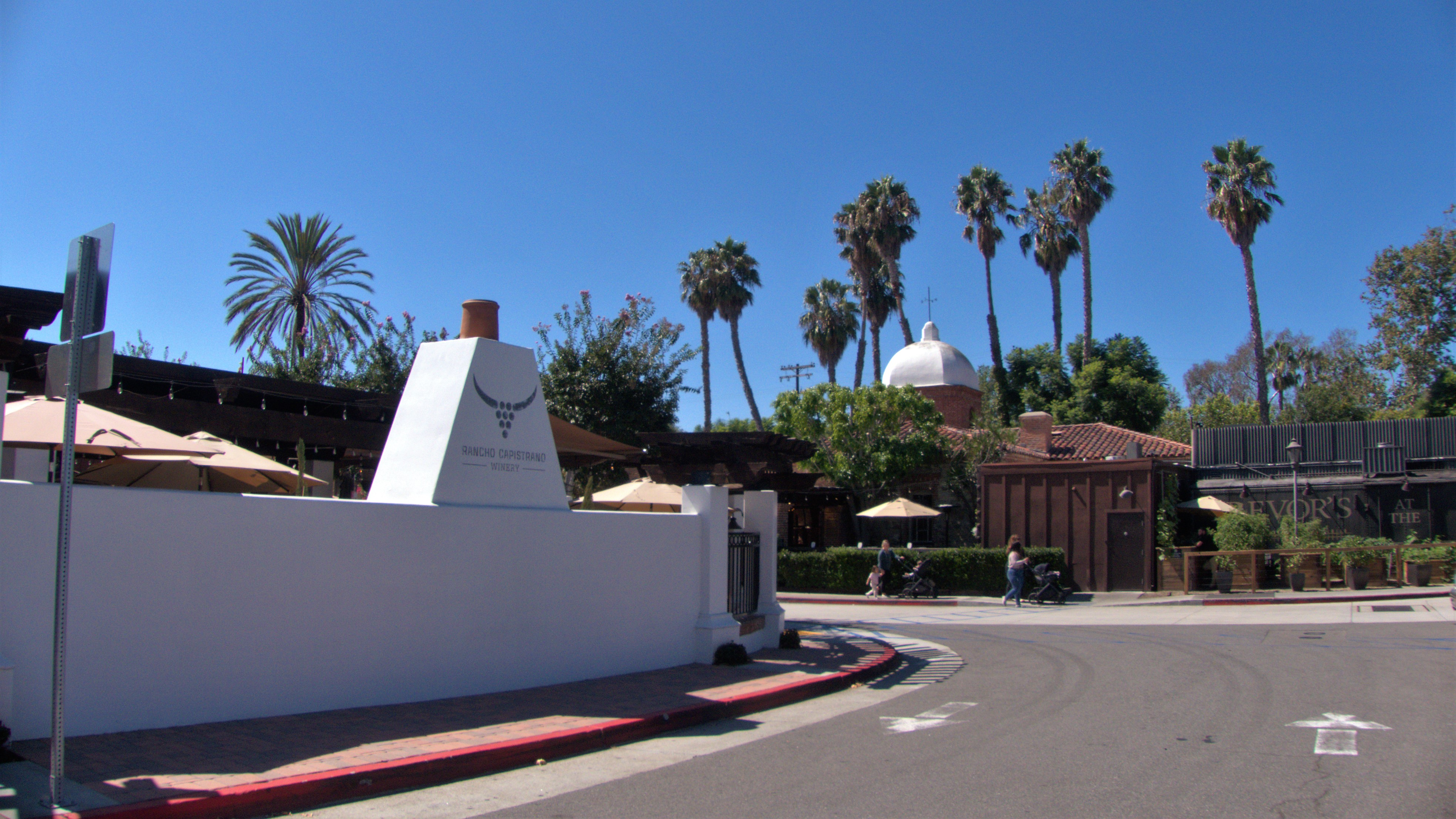
Blick zum historischen Zentrum
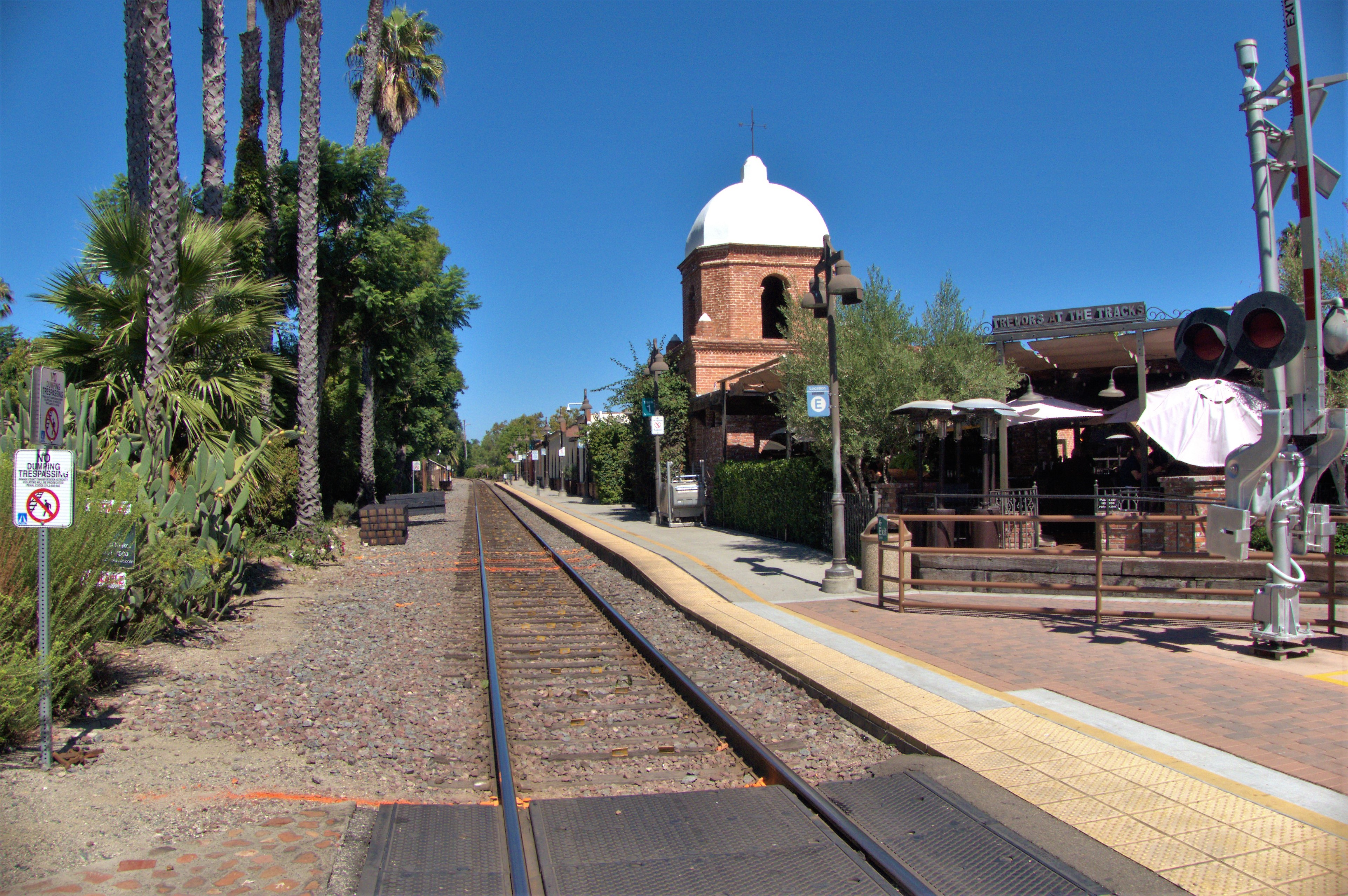
Bahnstation von Amtrak im historischen Zentrum
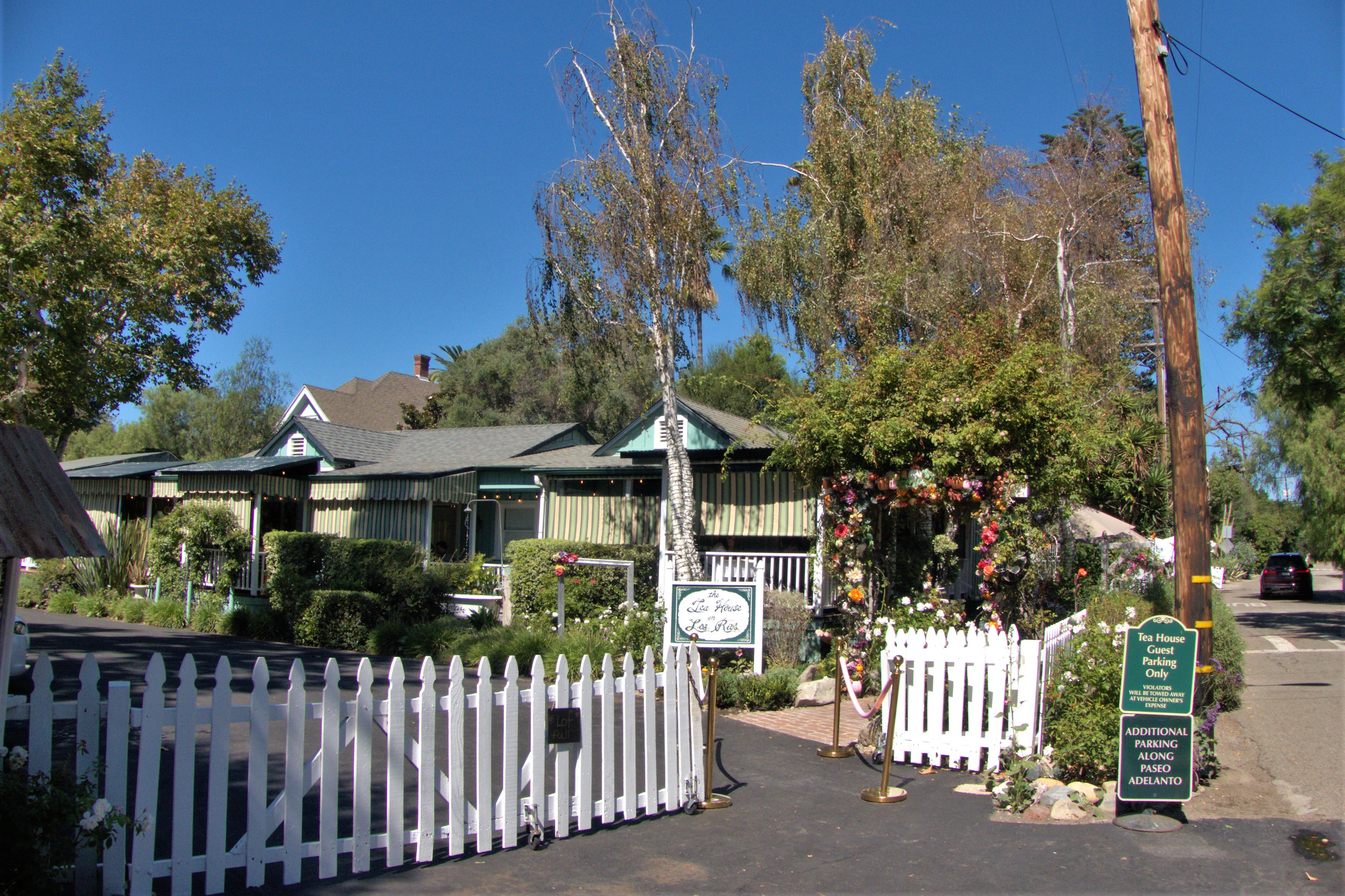
Historisches Zentrum, Los Rios Street, Teehaus
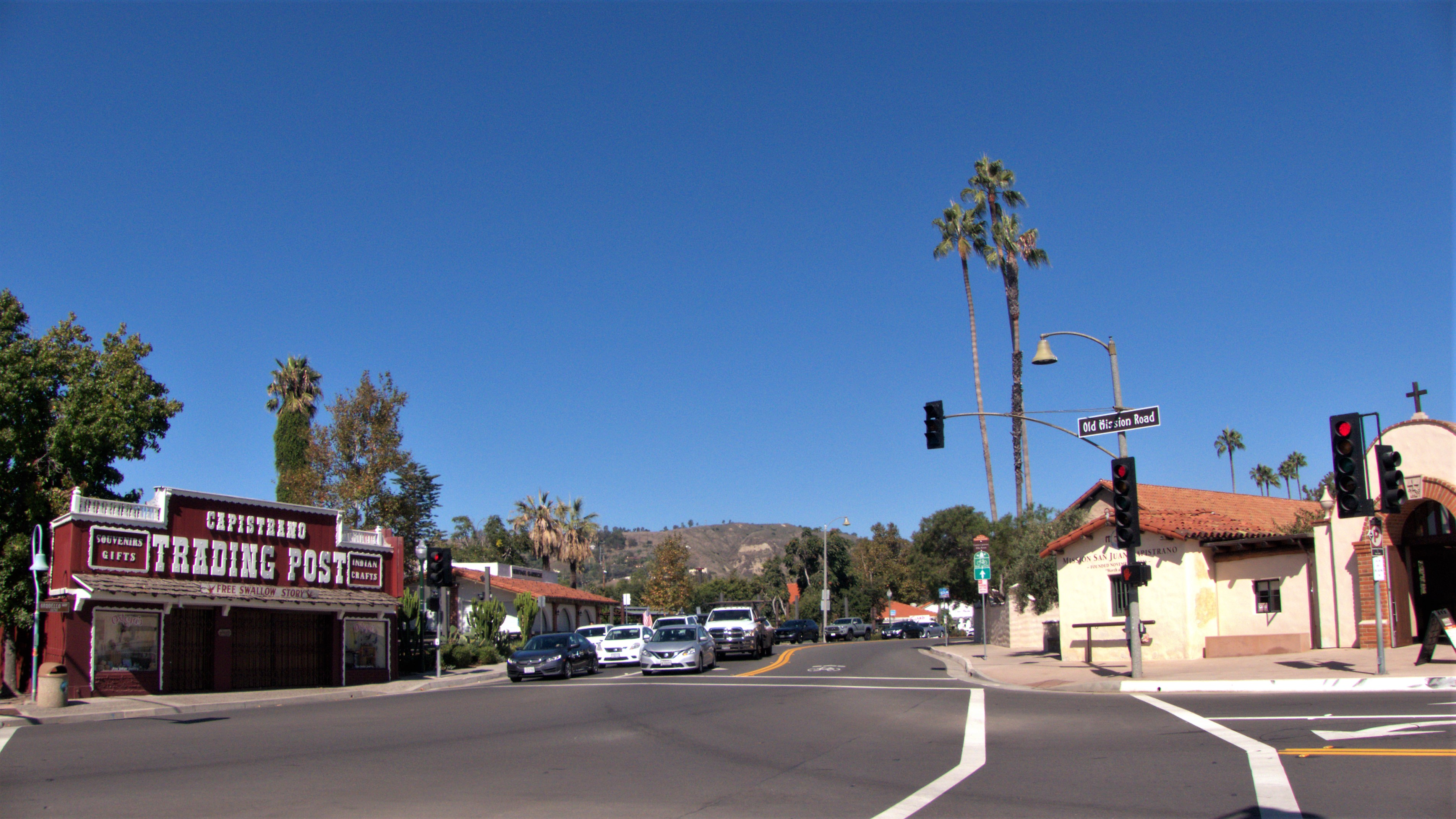
Capistrano Trading Post, Camino Capistrano, rechts der Eingang zur Alten Mission
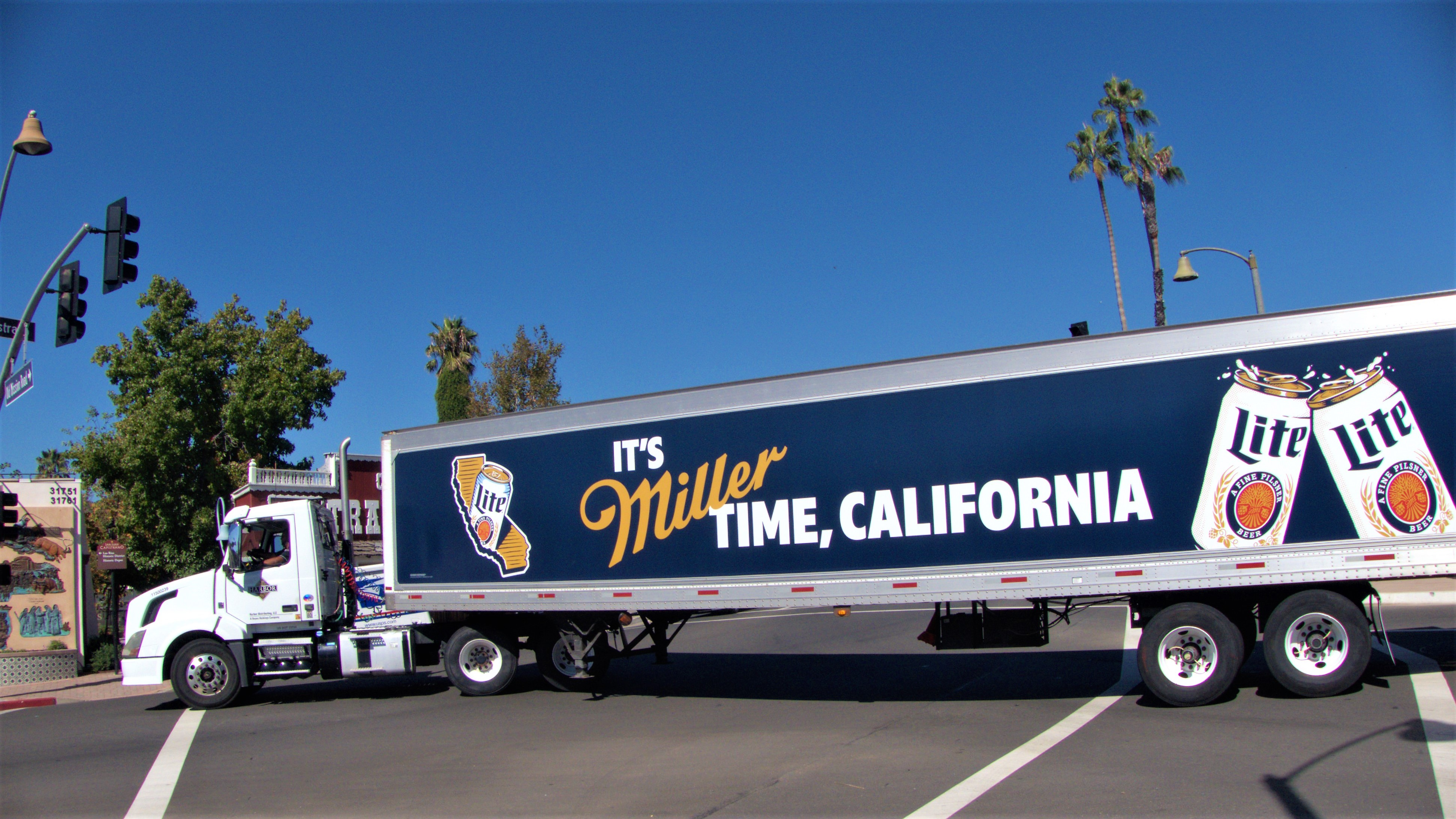
US-Truck an der Camino Capistrano

Alte Mission San Juan Capistrano
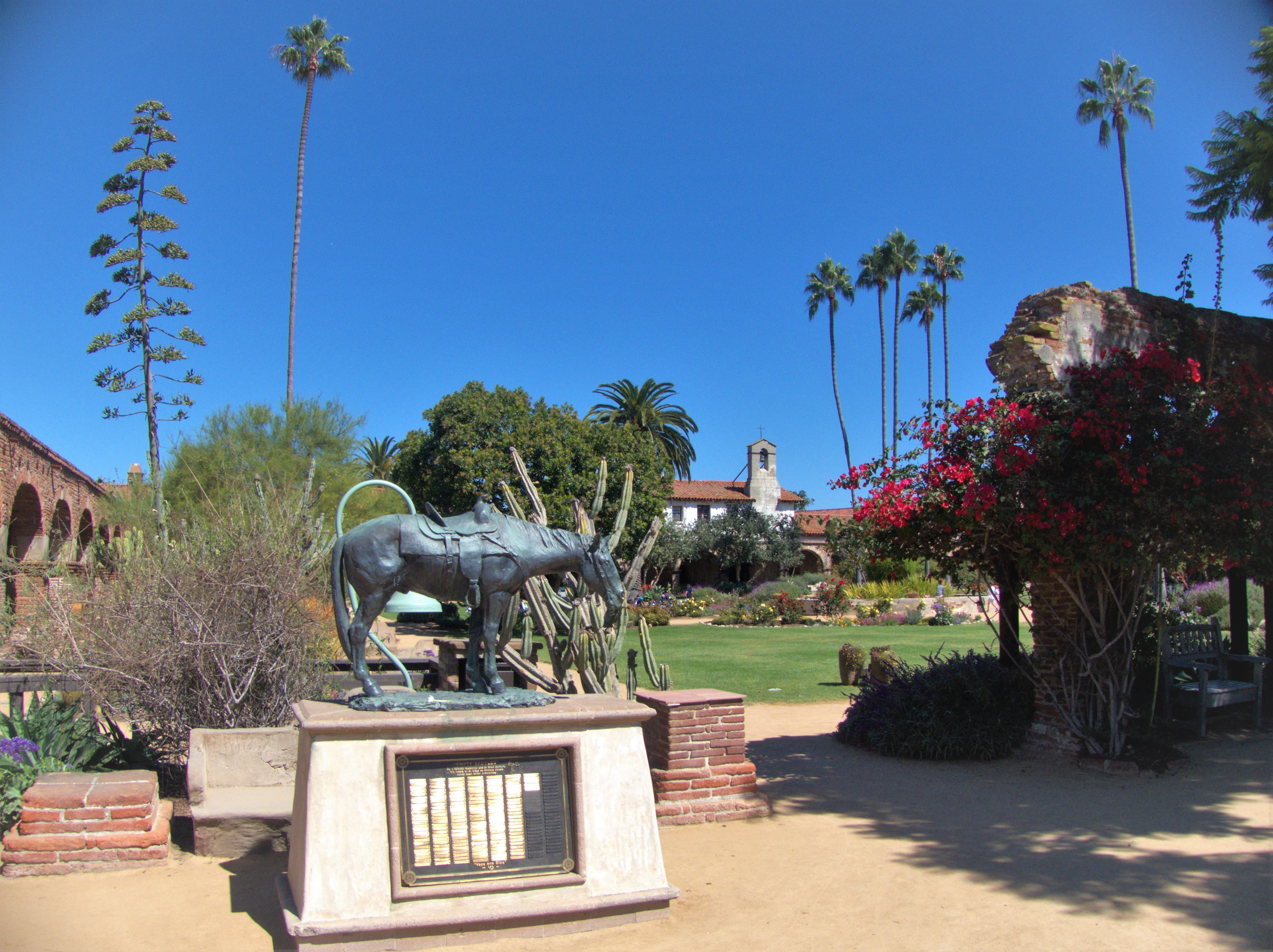
Eingang in den Haupthof der Alten Mission
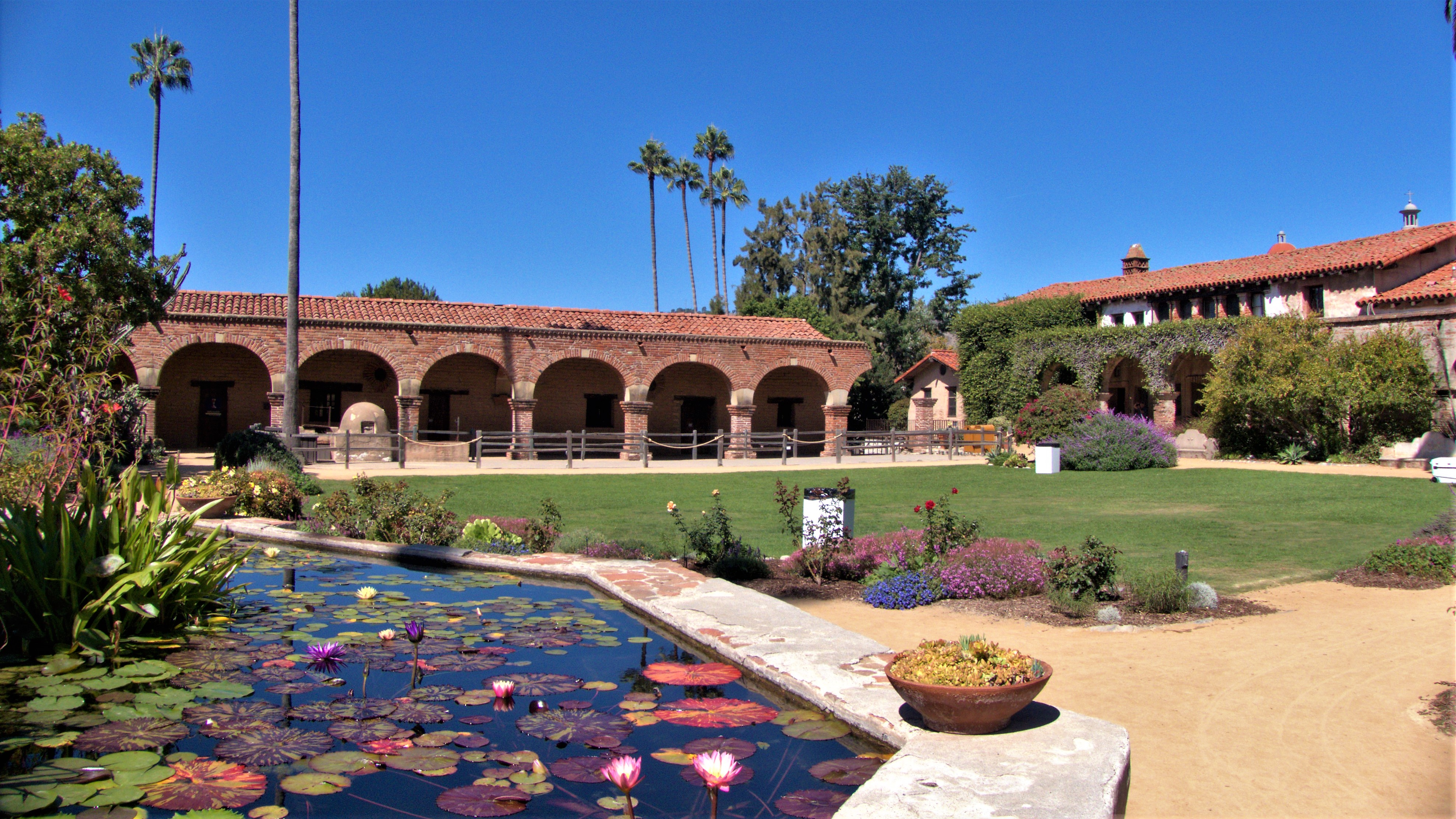
Haupthof der Alten Mission
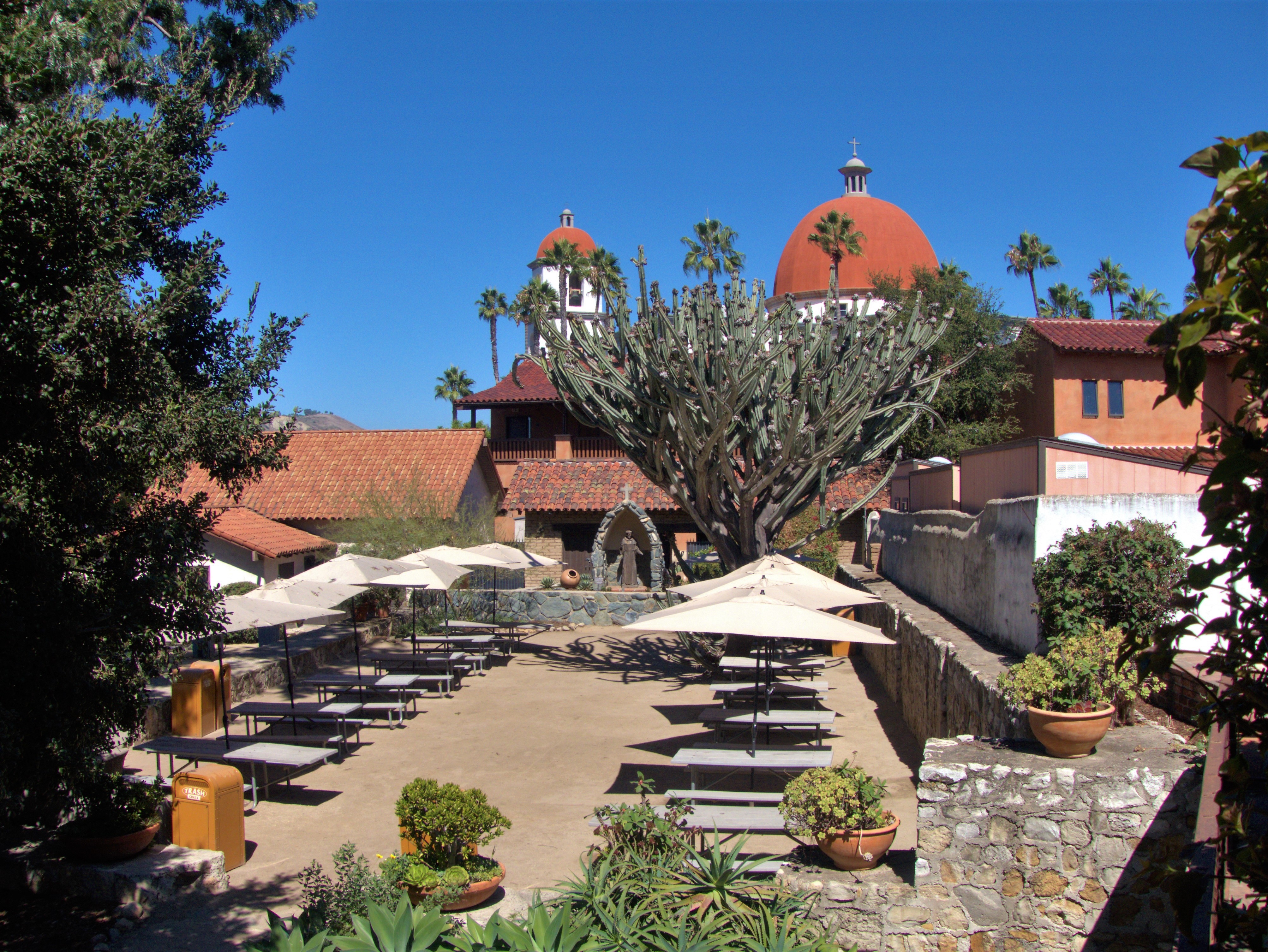
Blick vom Gewerbebereich der Alten Mission zur Neuen Missionsbasilika von 1986
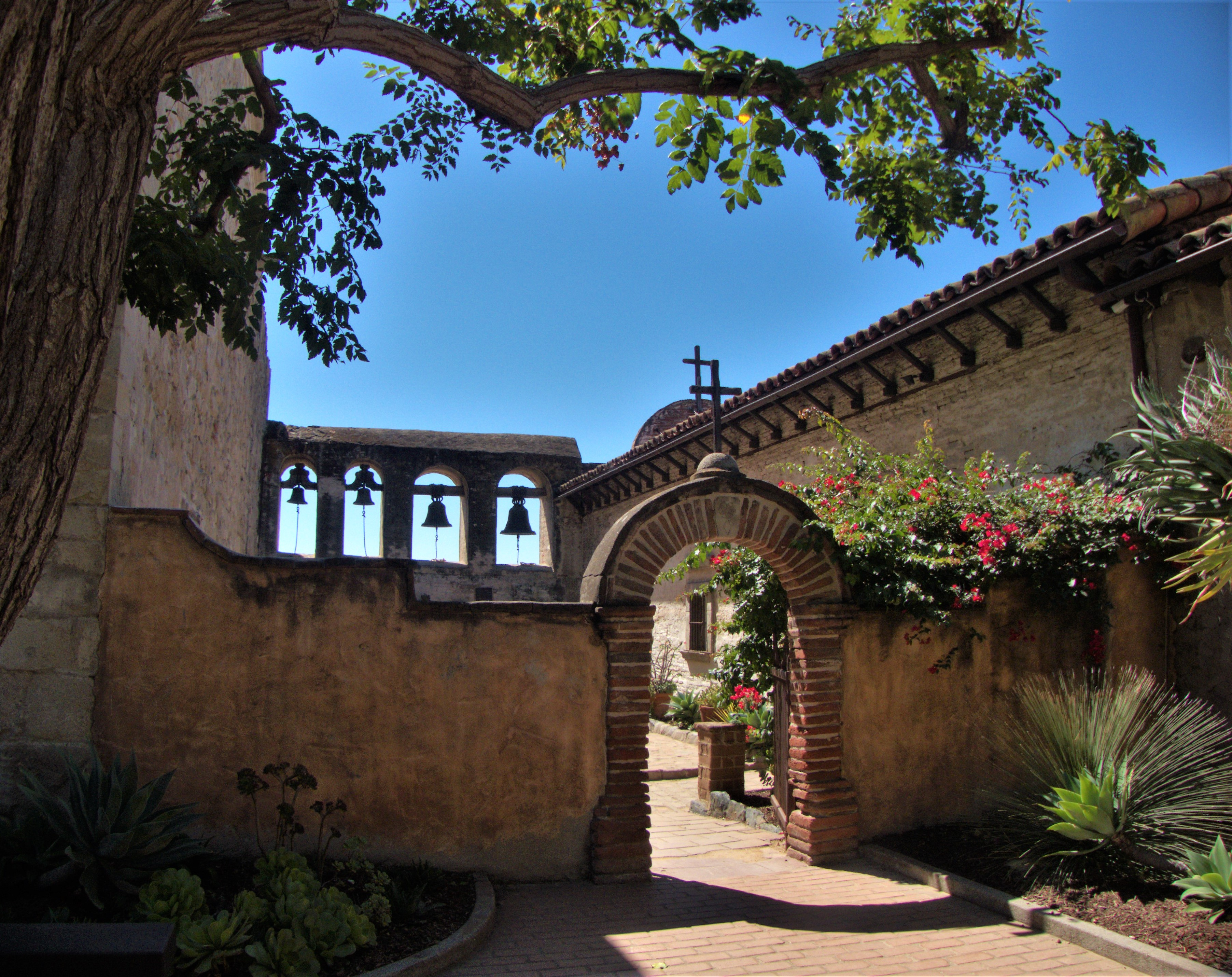
Eingang zum Heiligen Garten an der Großen Steinkirche
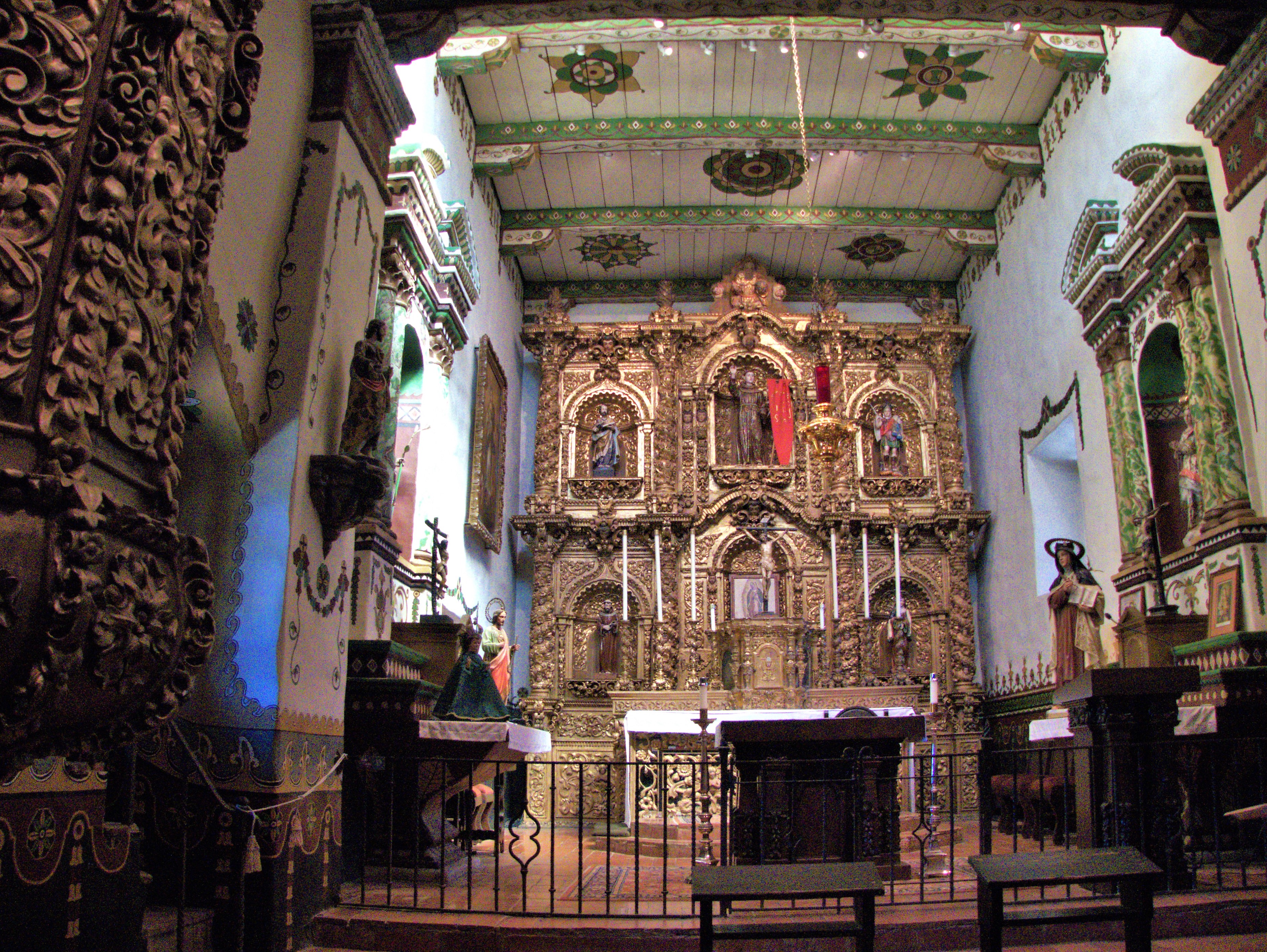
Serra-Kapelle von 1782
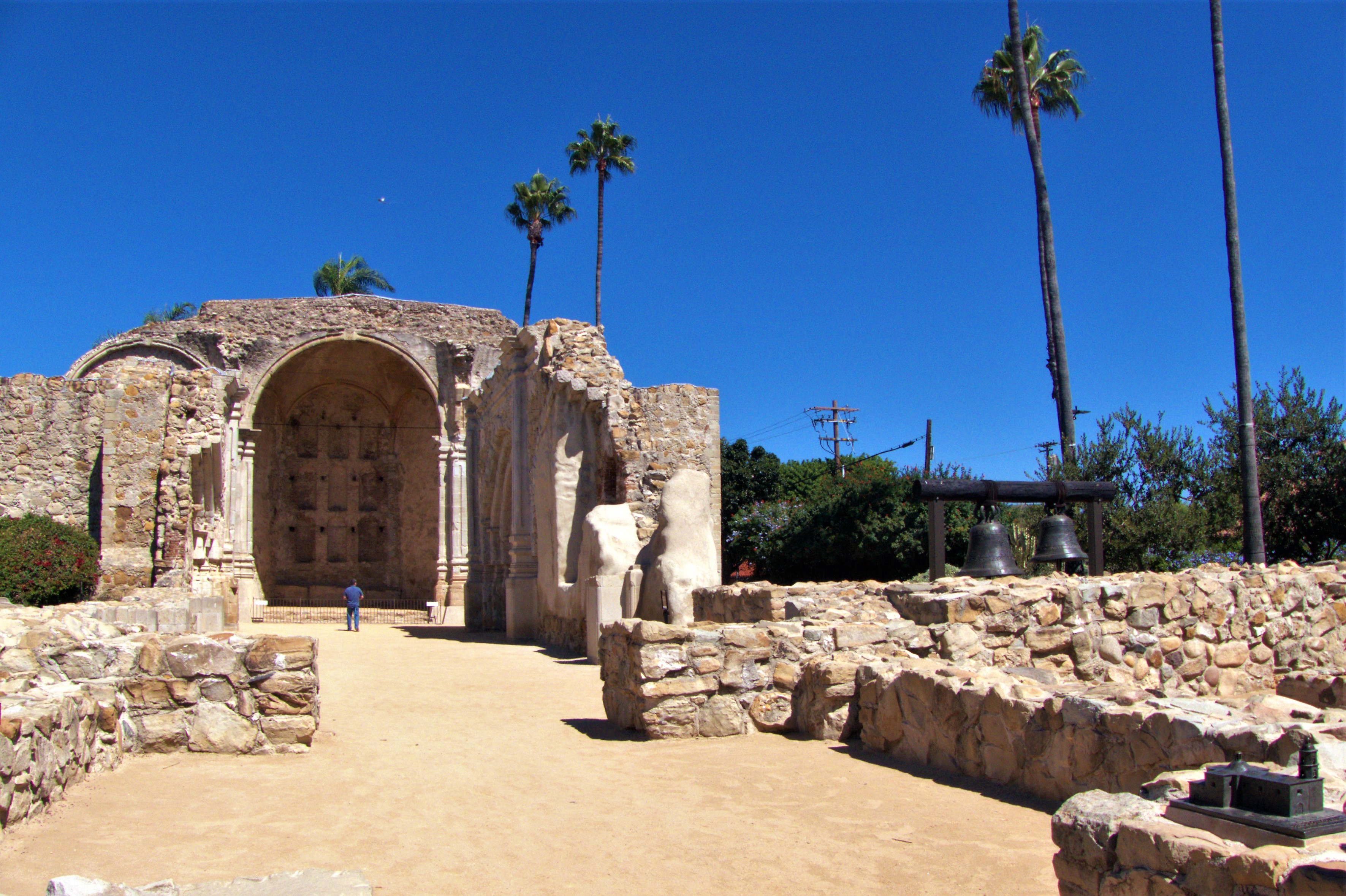
Ruinen der Großen Steinkirche von 1806, rechts unten am Bildrand Modell des ehemaligen Glockenturms